# Веселі Боковеньки (дендропарк)
Весе́лі Бокове́ньки — дендрологічний парк загальнодержавного значення в Україні. Розташований у межах Долинського району Кіровоградської області, біля села Веселі Боковеньки.
Площа 109 га (з селекційно-дендрологічною станцією — 543 га). Заснований 1893 року, сучасний статус — з 1960 року.

## Історія

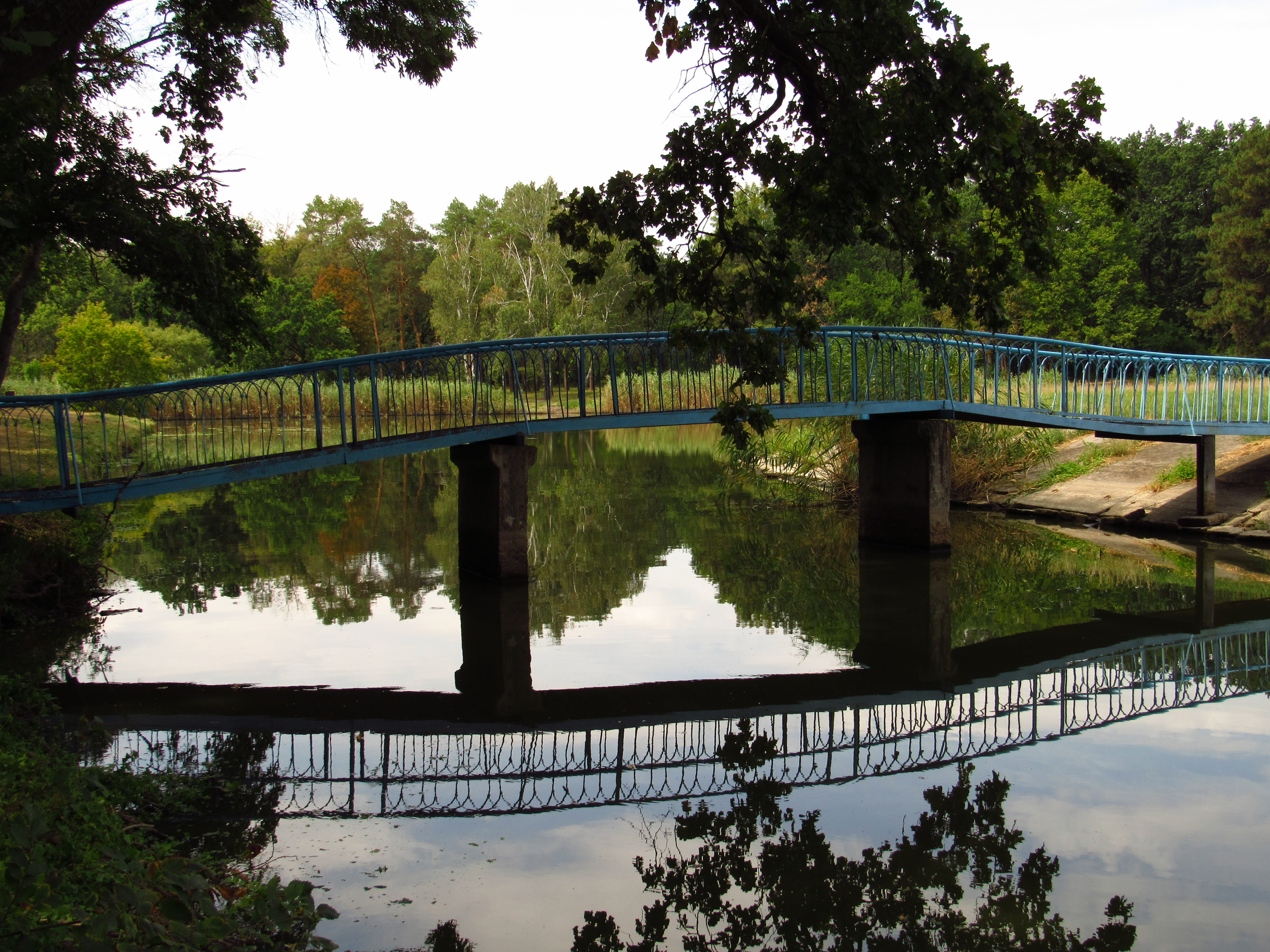
Місток. Веселі Боковеньки

Парк закладено 1893 року М. Л. Давидовим за проєктом українського художника-пейзажиста І. В. Владиславського-Падалки. У будівництві парку брав участь відомий паркознавець А. Е. Регель, консультував роботи дендролог Є. Л. Вольф. Лісові посадки проводились під керівництвом губернського лісничого А. А. Яцкевича. Власник парку М. Л. Давидов працював над його створенням протягом 30 років. Парк облаштований у ландшафтному стилі, було посаджено близько 250 різних видів і форм деревно-чагарникових порід на берегах річки Весела Боковенька на площі 109,3 гектара. На території парку створено також мальовничий став з острівком.
У 1916 році М. Л. Давидов подарував парк Російському географічному товариству.
В середині 1920-х років академік Г. М. Висоцький неодноразово відвідував парк, де він та його учні проводили наукові дослідження.
В 1930 році дендропарк був переданий Українському науково-дослідному інституту агролісомеліорації, який 1934 року організував у парку опорний пункт. Була розпочата робота з випробовування екзотів у лісових культурах і полезахисних лісових смугах та селекції цінних порід — дубів, горіхів, ліщини, тополі. Роботи з селекції горіха волоського очолив Ф. Л. Щепотьєв та продовжив П. П. Бадалов, який вивів зимостійкі, урожайні, швидкорослі гібриди горіхів та зимостійкі крупноплідні, а в ряді випадків — тонкошкаралупні форми фундука.
У 1960 році парк набув статусу пам'ятки садово-паркового мистецтва. У 1993 році на честь століття з часу заснування, дендропарку надано ім'я його засновника — М. Л. Давидова. У вересні 1999 року підприємство було передано до складу Кіровоградського обласного управління лісового господарства. З лютого 2007 року установа отримала назву Дослідно-селекційний дендрологічний лісовий центр «Веселі Боковеньки». Є складовою частиною Веселобоковеньківської селекційно-дендрологічної станції.
Поруч з парком розташований ботанічний заказник «Боковеньківська балка».

## Основні напрями наукової роботи
- інтродукція, селекція та розмноження цінних деревно-чагарникових порід,
- розробка методів захисту інтродукованих рослин від шкідників та хвороб,
- охорона раніше закладених науково-дослідних ділянок, догляд за ними, вирощування посадкового матеріалу лісівних та декоративних порід для власного використання та реалізації. Ведеться робота з вирощування відгілків фундука найкращих сортів, виведених науковцями для реалізації в різні регіони України та вирощування прищеплених саджанців горіха волоського.

## Галерея

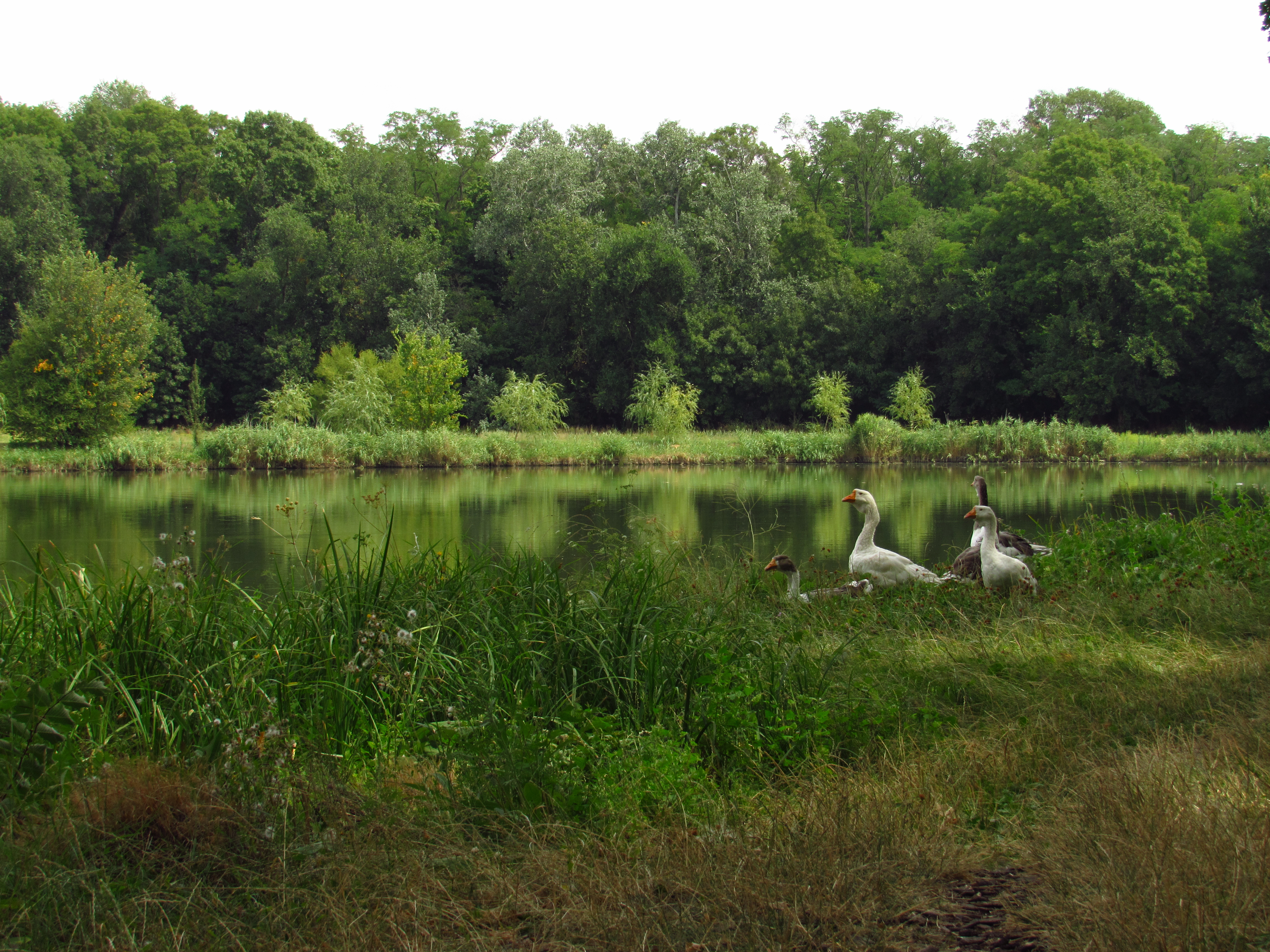
Краєвид з гусаками (серпень 2020)
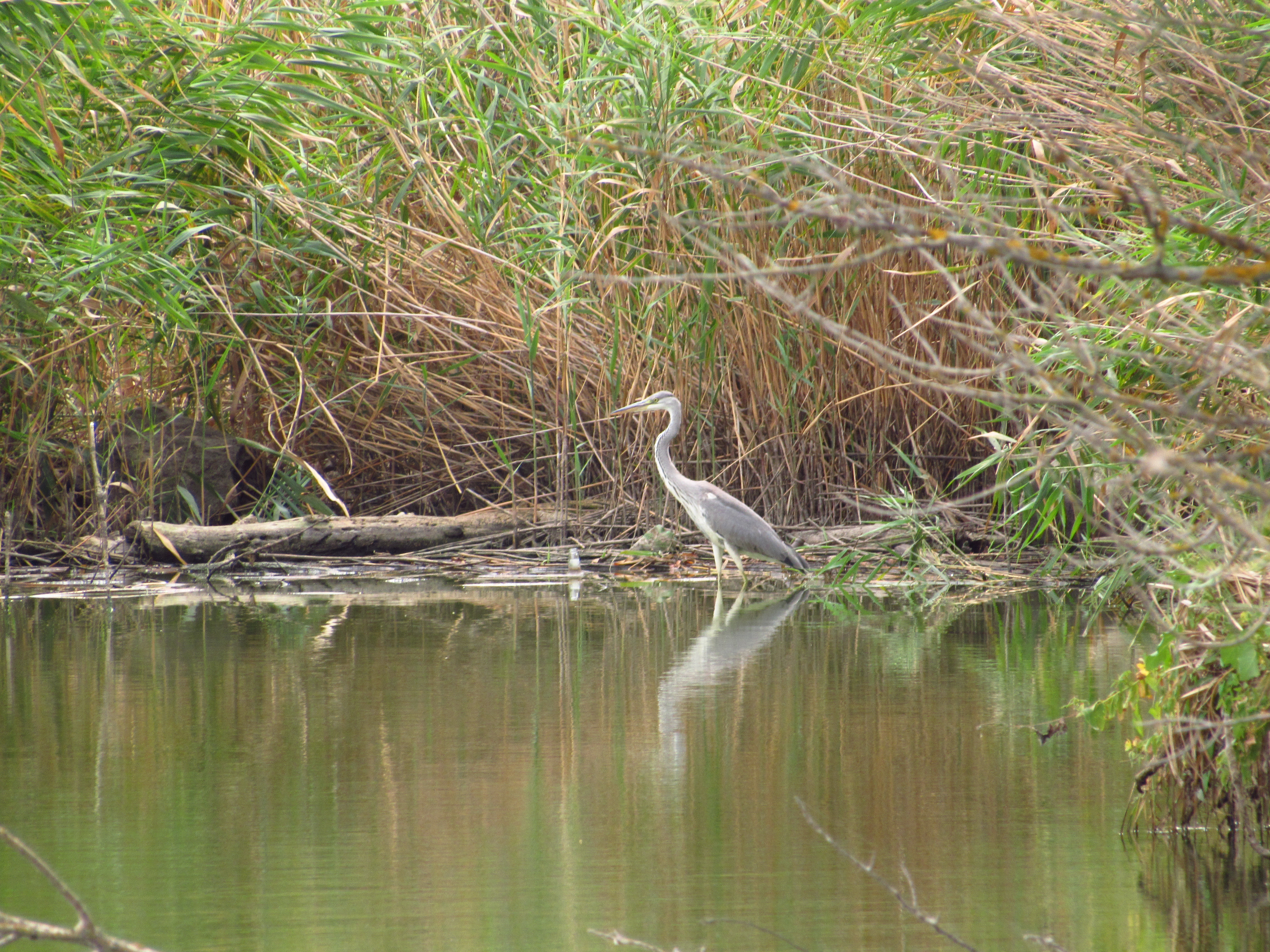
Чапля сіра (серпень 2020)
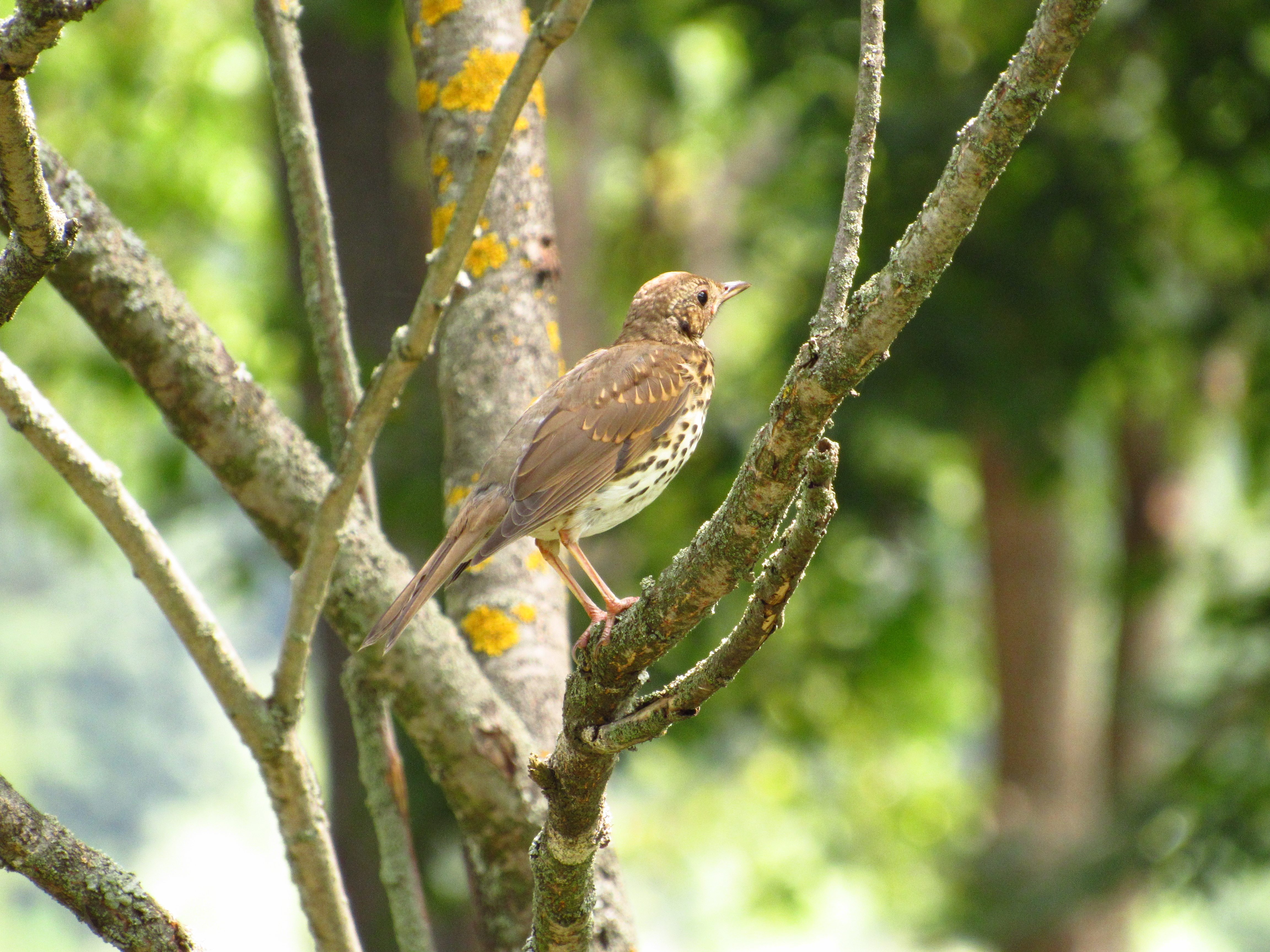
Дрізд співочий (серпень 2020)
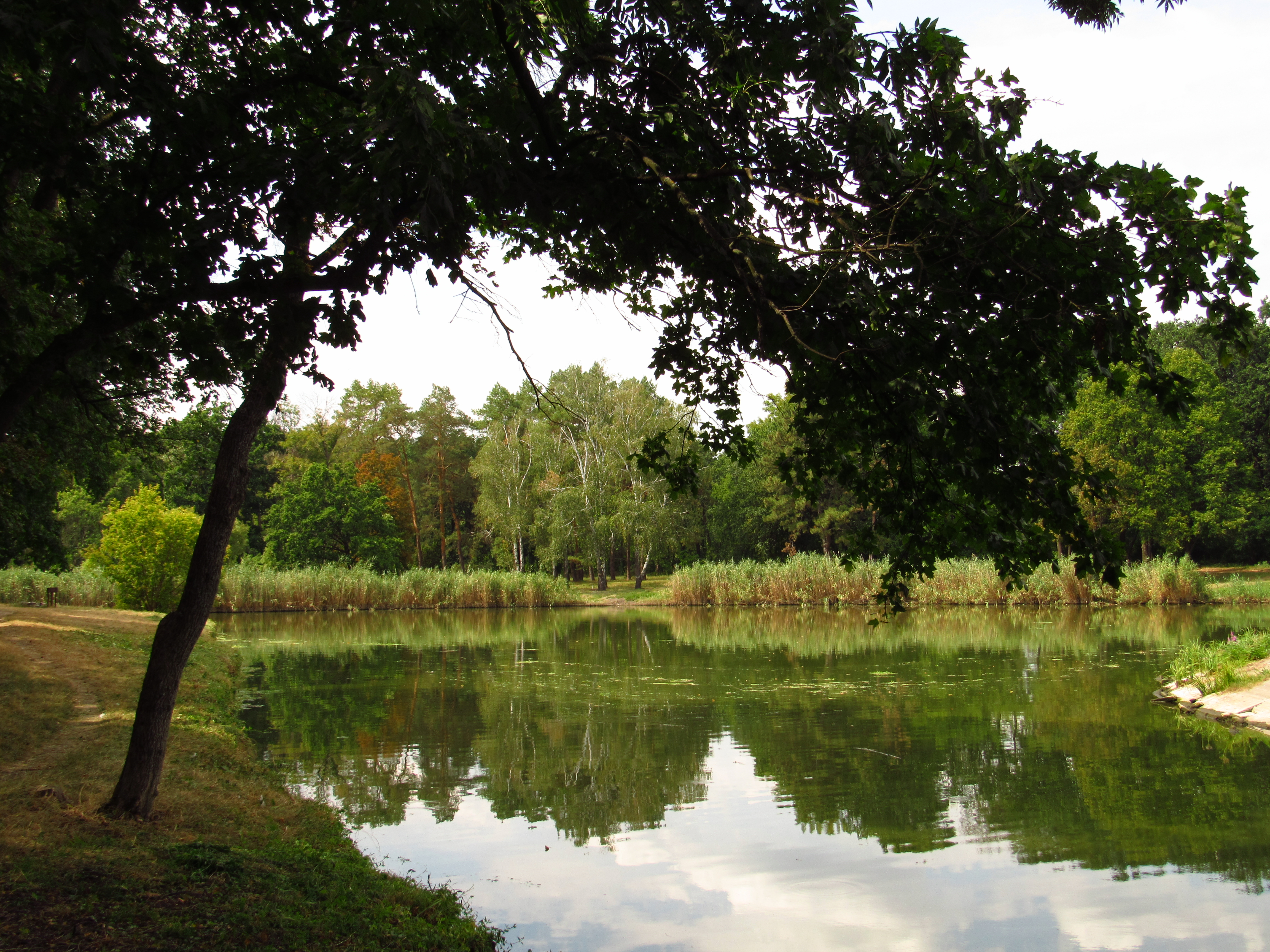
Літній пейзаж парку
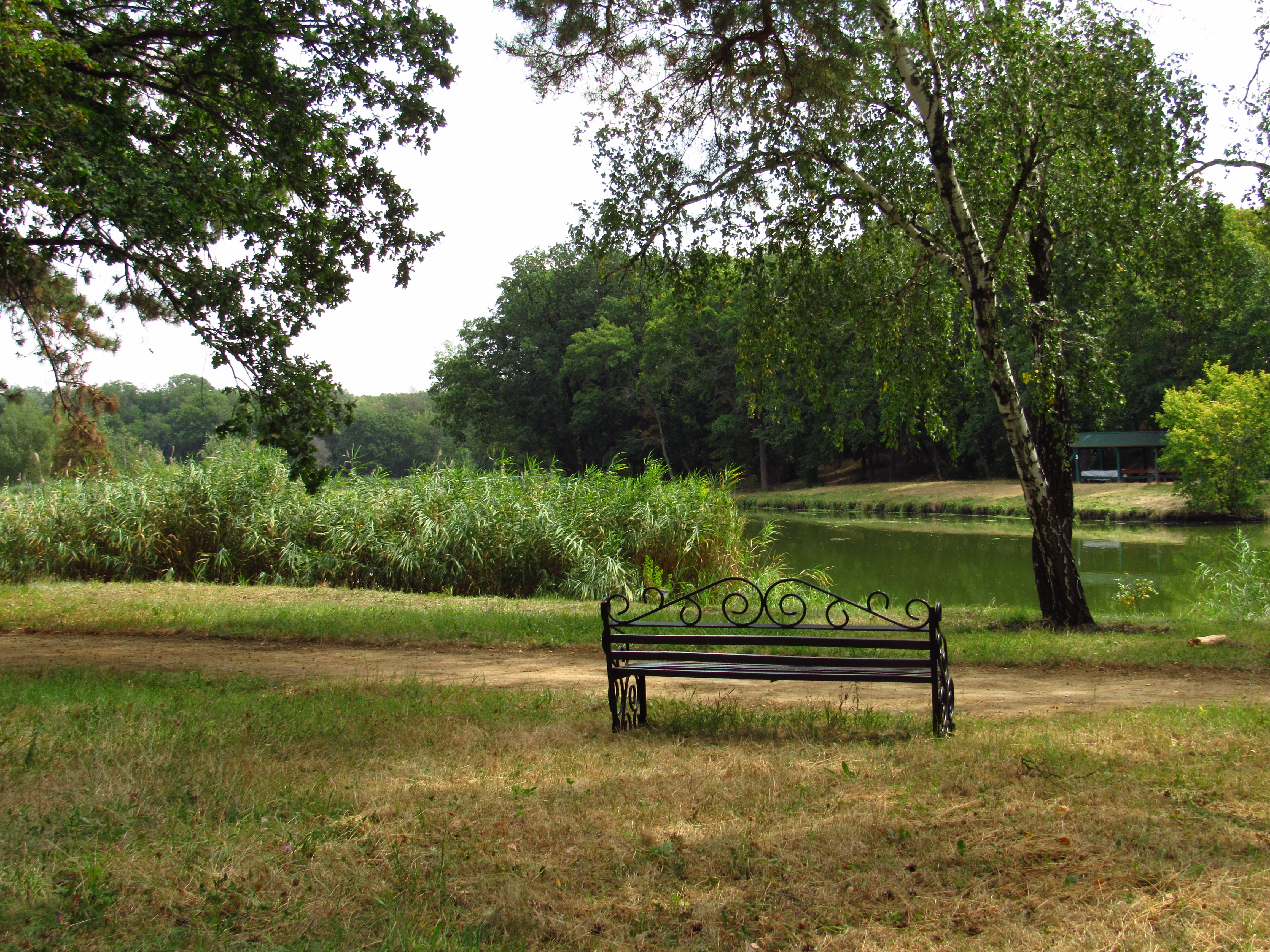
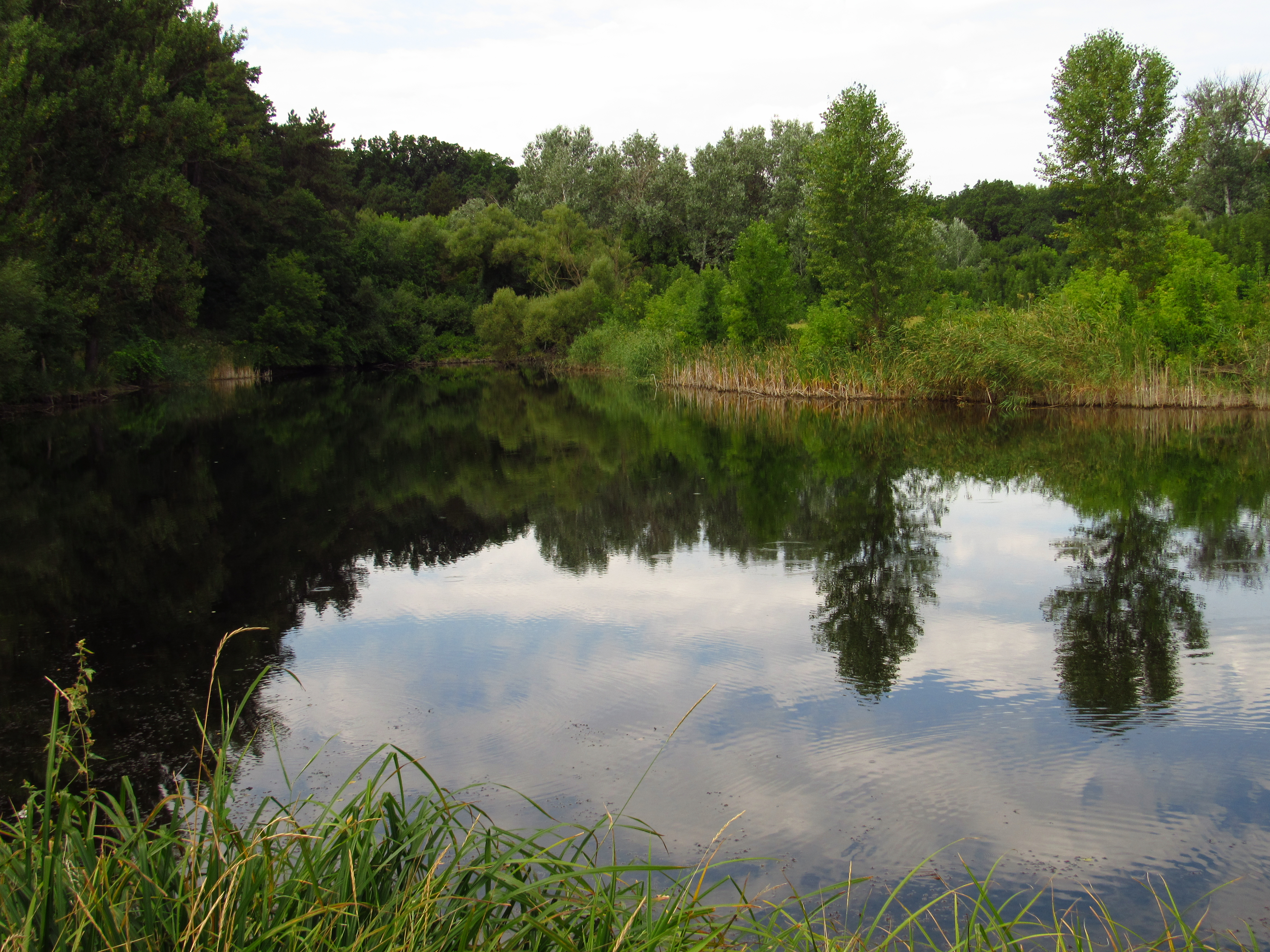